# À grand pouvoir, grandes responsabilités
« Un grand pouvoir implique de grandes responsabilités » est un adage repris périodiquement à travers les âges par toutes sortes d'acteurs sociaux,,,.
À notre époque, la paraphrase est popularisée par son utilisation dans plusieurs représentations médiatiques du superhéros Spider-Man.

## Histoire

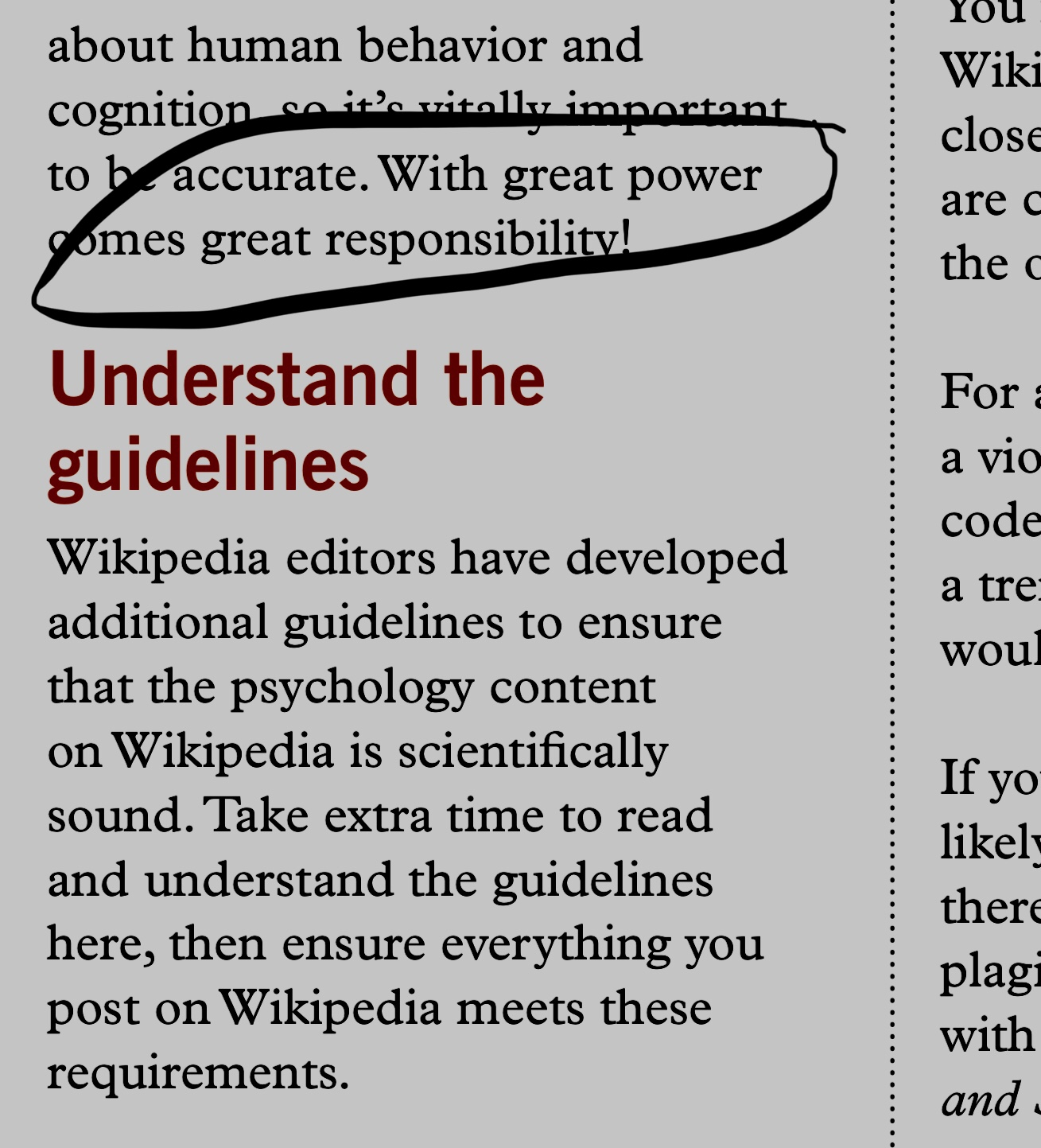
Capture d'écran de l'utilisation de l'adage par la Wikimedia Foundation dans ses directives sur la façon d'éditer Wikipédia.

L'adage ressemble particulièrement au verset biblique chrétien du maître de maison :

« À qui l’on a beaucoup donné, on demandera beaucoup ; à qui l’on a beaucoup confié, on réclamera davantage. »

— Luc, 12:48
L'usage de la formulation particulière « grand pouvoir » et « grande responsabilité » remonte au moins à l'époque de la Révolution française. On retrouve cette phrase :

« Ils doivent envisager qu'une grande responsabilité est la suite inséparable d'un grand pouvoir »

— Comité Danton, 7 mai 1793
 dans le Plan de travail, de surveillance et de correspondance, proposé par le Comité de salut public "de Danton" et ratifié comme décret par la Convention nationale française de 1793.
Plus de deux décennies plus tard, en 1817, on rapporte que le député britannique William Lamb a dit : « la possession d'un grand pouvoir implique nécessairement une grande responsabilité, ».
En 1885, dans ses mémoires, Ulysses S. Grant écrit : « Dans les postes de grande responsabilité, chacun doit faire son devoir au mieux de ses capacités. »
En 1899, le président américain William McKinley utilise une forme de l'expression dans son discours sur l'état de l'Union : « Sont présentées à ce Congrès de grandes opportunités. Avec elles viennent de grandes responsabilités, ».
En 1906, Winston Churchill, en tant que sous-secrétaire du Colonial Office, déclare : « Là où il y a un grand pouvoir, il y a une grande responsabilité », précisant auprès du gouvernement de l'époque que cela est une maxime,. En 1943, alors Premier ministre, Churchill évoque une fois de plus le proverbe, quoique sous une autre forme : « Le prix de la grandeur, c'est la responsabilité , ».
Bien que ce ne soit pas la phrase exacte, le président américain Theodore Roosevelt écrit dans une lettre de 1908 que « la responsabilité doit aller avec le pouvoir, ».
Visant à critiquer les barons des médias qui possédaient les journaux britanniques de l'époque, le Premier ministre britannique Stanley Baldwin évoque le proverbe dans un discours de mars 1937 : « Le pouvoir sans responsabilité - la prérogative de la prostituée à travers les âges, ».
Dans son discours sur l'état de l'Union de 1945, le président américain Franklin D. Roosevelt déclare que « dans un monde démocratique, comme dans une nation démocratique, le pouvoir doit être lié à la responsabilité, et obligé de se défendre et de se justifier dans le cadre de l'intérêt général , ».
En 1990, Hans Jonas dans son texte Sur le fondement ontologique d'une éthique du futur du recueil Pour une éthique du futur écrit : « La responsabilité nous en incombe sans que nous le 
voulions, en raison de la dimension de la 
puissance que nous exerçons quotidiennement […] Cette responsabilité doit être du même ordre de grandeur que cette puissance. »

### Utilisation dansSpider-Man
La phrase thématique et souvent citée : « Avec un grand pouvoir vient une grande responsabilité », est largement attribuée au personnage Oncle Ben dans les bandes dessinées publiées par Marvel Comics et mettant en vedette Spider-Man,.
La phrase est apparue pour la première fois dans Amazing Fantasy # 15 (1962), dans laquelle elle n'est prononcée par aucun personnage ; à la place, elle apparaît dans une légende narrative du dernier panneau de la bande dessinée,, :

« Et une silhouette maigre et silencieuse s'estompe lentement dans l'obscurité croissante, consciente enfin que dans ce monde, avec un grand pouvoir doit également venir -- une grande responsabilité !  »

Alors que l'oncle Ben n'avait d'ailleurs que deux lignes dans toute cette bande dessinée, des histoires et des flashbacks ultérieurs qui ont eu lieu alors que Ben est encore en vie font rétroactivement de la phrase l'une des nombreuses homélies qu'il servait en leçons à Peter.
La première mention de Ben disant la phrase à Peter remonte à 1972, lorsque Ron Dante l'inclut dans son album Spider-Man : A Rockomic. Cependant, cette attribution ne se répand pas dans les bandes dessinées avant au moins une autre décennie.
La première apparition d'une référence directe à Ben disant la phrase à Peter se trouve dans Spider-Man vs. Wolverine #1 (1987) de Jim Owsley, M. D. Bright et Al Williamson,. Malgré tout, la première fois que la phrase est explicitement prononcée par Ben dans une bande dessinée ne se produirait qu'en février 2002, lorsqu'elle apparaît dans Amazing Spider-Man (vol. 2) # 38.
L'expression gagne en popularité et en signification culturelle pop après avoir été prononcée dans le film Spider-Man de 2002 réalisé par Sam Raimi, dans lequel elle est prononcée à la fois par Ben (interprété par Cliff Robertson ) et Peter (interprété par Tobey Maguire),. La phrase est prononcée par Richard Parker (interprété par Campbell Scott) dans une scène supplémentaire de The Amazing Spider-Man 2. La phrase complète apparaît dans le film Spider-Man: No Way Home (2021), prononcée par tante May (représentée par Marisa Tomei) à Peter (représenté par Tom Holland) quelques instants avant la mort de celle-ci. Plus tard dans le film, le Parker de Maguire reconnaît et termine également la phrase lorsque le Parker de Holland raconte sa version alternative à propos de May la lui disant et il lui révèle que c'est l'oncle Ben de son univers qui le lui a appris car il semblerait que le Parker de Holland ne l'a pas appris par son propre oncle Ben avant sa mort.
Les réinterprétations contemporaines de Spider-Man, y compris le film de Raimi de 2002 ainsi que la bande dessinée Ultimate Spider-Man, dépeignent Ben comme disant cette phrase à Peter lors de leur dernière conversation. L'auteur de bandes dessinées Greg Pak a estimé que la devise était « l'une des plus grandes injonctions morales de toute la culture pop américaine,, ».